# 温迪·莫顿
温迪·莫顿（英語：Wendy Morton，1967年11月9日—）是英国保守党政治人物，现任保守党党鞭长，奥尔德里奇-布朗希尔斯选区国会议员。

## 早年经历
莫顿1967年生于英国约克郡的北阿勒顿。 在北约克郡Leyburn的一所综合学校温斯莱代尔中学读书。 后于开放大学获得工商管理硕士学位。
1987至1989年，莫顿在外交和联邦事务部担任行政官员。 后从事商业、销售和营销工作。与其丈夫一起成立了一家电子公司，为农业部门设计和制造电子商品。
2005年，莫顿参加了中泰恩河畔纽卡斯尔选区的竞选，以第三名落选。她被选为2010年泰恩茅斯选区的候选人，因为该选区是保守党在大选中的首要目标。 莫顿后来被工党的阿伦·坎贝尔击败。失败后，她在当年9月转战北泰恩赛德市议会Battle hill选区的补选，以第三名落选。2014年10月，莫顿试图赢得 约克郡里士满选区的保守党候选人资格，但她被未来的财政大臣里希·苏纳克击败。失利后，莫顿寻找机会，最终在2015年1月被选为奥尔德里奇-布朗希尔斯选区的保守党候选人。

## 延伸阅读
- . The Guardian. 26 October 2001  [2022-09-06]. （原始内容存档于2022-09-07）.
- . Election 2005 (BBC News). 5 May 2005  [2022-09-06]. （原始内容存档于2022-09-06）.
- . Election 2010 (BBC News).   [2022-09-06]. （原始内容存档于2022-09-06）.
- . The Northern Echo. 15 July 2014  [2022-09-06]. （原始内容存档于2017-07-08）.
- . Express & Star. 24 January 2015  [2022-09-06]. （原始内容存档于2022-11-01）.

## 外部连接
- Personal website （页面存档备份，存于）
- 英国的個人檔案
- 公鞭記載的投票紀錄
- TheyWorkForYou記載的紀錄
- C-SPAN內的頁面（英文）